# Noogonia
Noogonia es un término general para cualquier  teoría del conocimiento que intenta explicar el origen de conceptos en la  mente humana considerando el sentido o  una posteriori como únicamente relevantes.

## Resumen
La palabra fue utilizada, célebremente, por  Kant en su  Crítica de la razón pura  para referirse a lo que él entendía que era el relato de  Locke del origen de los conceptos. Mientras que el propio Kant mantuvo que algunos conceptos, p. ej.  causa y efecto, no "surgieron" de la experiencia, supuso que Locke estaba sugiriendo que "todos" los conceptos procedían de la experiencia.

Históricamente, Kant presenta una caricatura de la posición de Locke, no una descripción completamente precisa de la epistemología de Locke. La teoría real del conocimiento de Locke era más sutil de lo que Kant parece expresar en su "Crítica". Como nota Guyer / Wood en su edición de la Crítica:
Es de suponer que Kant tiene en mente aquí la afirmación de Locke de que la sensación y la reflexión son las dos fuentes de todas nuestras ideas, y es entender que el reflejo de Locke es un reflejo únicamente de la sensación. Esto sería un malentendido de Locke, ya que Locke dice que obtenemos ideas simples de la reflexión sobre las "operaciones de nuestra propia Mente", una doctrina que en realidad es una precursora de la visión de Kant de que las leyes de nuestra propia intuición y pensamiento proporcionan las formas. de conocimiento para agregar a los contenidos empíricos proporcionados por la sensación, aunque, por supuesto, Locke no fue muy lejos en el desarrollo de esta doctrina; en particular, no veía que las matemáticas y la lógica pudieran utilizarse como fuentes de información sobre las operaciones de la mente.